# Norrviken (Möja socken, Uppland)
Norrviken är en sjö i Värmdö kommun i Uppland som ligger på en isolerad ö i havet (Lökaön). Sjön har en area på 0,0856 kvadratkilometer och ligger 0,6 meter över havet.

## Delavrinningsområde
Norrviken ingår i det delavrinningsområde (659250-723922) som SMHI kallar för Utloppet av Norrviken. Medelhöjden är 7 meter över havet och ytan är 0,39 kvadratkilometer. Det finns inga avrinningsområden uppströms utan avrinningsområdet är högsta punkten. Avrinningsområdets utflöde mynnar i havet.